# Peradun Temeras
Peradun Temeras is een bestuurslaag in het regentschap Merangin van de provincie Jambi, Indonesië. Peradun Temeras telt 593 inwoners (volkstelling 2010).